# Shannon Leto
Shannon Carl Leto (Bossier City, Louisiana, 9 de março de 1970) é um músico americano e baterista da banda americana 30 Seconds to Mars. É fotógrafo profissional, e empreendedor por sua franquia de café chamada Black Fuel Trading.

## Início de vida
Shannon nasceu em Bossier City, Louisiana, filho de Constance, teve uma infância conturbada. Sua mãe se divorciou e casou-se novamente com um médico chamado Carl Leto, que adotou Shannon e seu irmão Jared, adquirindo assim o sobrenome Leto. A partir daí passaram a mudar-se constantemente morando até no Haiti. Em uma entrevista, Shannon declara que a música o salvou das drogas, e se não fosse baterista, provavelmente estaria preso ou morto. Shannon também é conhecido pelos fãs de sua banda como Shannimal.

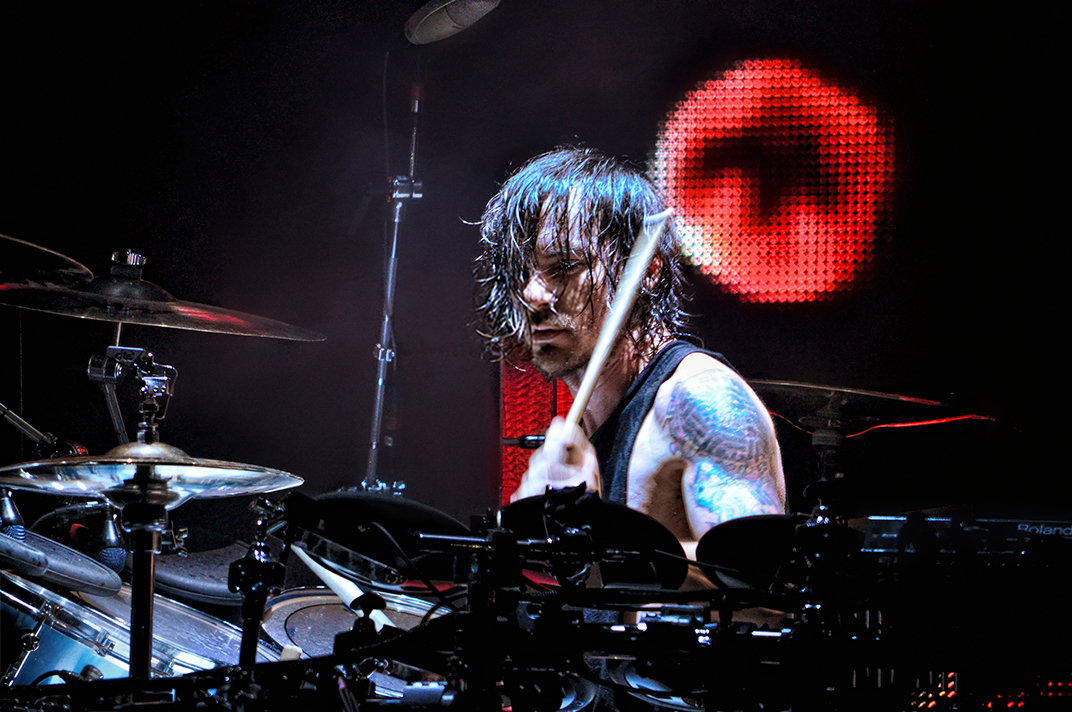
Shannon Leto em show de sua banda de rock alternativo 30 Seconds To Mars

Shannon descreve sua banda como tendo a grandiosidade do Pink Floyd e a energia do Sex Pistols.[carece de fontes?] Suas outras influências musicais incluem The Cure, os dois primeiros álbuns do Metallica, Led Zeppelin, The Who, The Police e Steely Dan.Sua música favorita do álbum A Beautiful Lie é The Fantasy (A Fantasia). Ele participou dos episódios 'Why Jordan Can't Read', 'Strangers in the House' e 'Self-Esteem' da série My So-Called Life com seu irmão Jared antes de formar o 30 Seconds to Mars em 1998 com o ex-baixista Matt Wachter e o atual guitarrista Tomislav Milicevic, mais conhecido como Tomo. Em 2002 fez uma pequena participação no filme Highway com seu irmão Jared. Shannon também é um bom guitarrista e pianista. Shannon veio de uma família artística, começou a tocar em panelas e frigideiras em uma idade muito precoce. "Foi só um progresso natural", diz Shannon.
Alguns dos seus bateristas preferidos são John Bonham, Stewart Copeland, Keith Moon, Nick Mason e Lars Ulrich, e menciona que todos eles influenciaram a sua maneira de tocar. 

## Outros projetos
Ele também manifesta interesse na escrita, arte, rock progressivo, a auto-interpretação, e fotografia. Leto trabalhou com Antoine Becks em 2009. Além de My So-Called Life, ele já atuou em Prefontaine e da Auto-estrada , no qual seu irmão também atuou.
Em 9 de Março de 2015, Shannon estreou sua franquia de café, a Black Fuel Trading Co.